# Marek Zdebel
Marek Zbigniew Zdebel (ur. 1952) – polski prawnik, doktor habilitowany nauk prawnych, nauczyciel akademicki Uniwersytetu Śląskiego, specjalista w zakresie prawa finansowego.

## Życiorys
W 1984 na podstawie napisanej pod kierunkiem Józefa Szyrockiego rozprawy pt. Prawnofinansowe instrumenty zabezpieczenia zapłaty za dostawy między przedsiębiorstwami państwowymi otrzymał na Wydziale Prawa i Administracji Uniwersytetu Śląskiego stopień naukowy doktora nauk prawnych w zakresie prawa. Tam też na podstawie dorobku naukowego oraz rozprawy pt. Sanacja przedsiębiorstw państwowych. Zagadnienia finansowoprawne uzyskał w 2001 stopień doktora habilitowanego nauk prawnych w zakresie prawa, specjalność: prawo finansowe.
Został adiunktem Uniwersytetu Śląskiego zatrudnionym w Katedrze Prawa Finansowego Wydziału Prawa i Administracji Uniwersytetu Śląskiego. Był kierownikiem tej katedry.